# 刃物まつり
刃物まつり（はものまつり）は、岐阜県関市の本町通りをメイン会場に行われる刃物をメインとしたイベントである。
鎌倉時代に伯耆国檜原から関に来た刀祖元重の遺徳をしのび、刃物のまちの発展を祈って実施される。
毎年10月体育の日の前の土・日曜日の2日間開催され、春日神社での刃物まつり奉告祭で開幕し、刃物大廉売市や関鍛冶伝承館の日本刀鍛錬場や技能師実演場で古式日本刀鍛錬および外装技能師の実演の一般公開が行われるなど、市内各地でイベントが行われ、第10回（1977年）には約13万人、第20回（1987年）には約20万人、第30回（1997年）には約23万人の人出があった。

## 概要
主催
- 関市刃物まつり協賛会
- 関市
- 関商工会議所

事務局
- 関市刃物まつり協賛会事務局（関市役所内）

## イベント
本町通り・千年通り
- 刃物大廉売市（両日10:00～17:00）
- 友好市町村「観光物産展」（両日10:00～17:00）
- 友好全国関フェスタ「観光物産展」（両日10:00～17:00）
- 鉛筆削り体験"刃物を正しく使おう運動"（初日10:00～17:00、2日目10:00～16:00）

春日神社
- 刃物まつり奉告祭（初日9:00～9:30）
- 春日神社宝物展（2日目10:00～16:00）※雨天中止
- 県指定重要文化財 浦嶋山車の一般公開（初日10:00～15:00）※雨天中止

関鍛冶伝承館、岐阜県刃物会館、フェザーミュージアム
- 古式日本刀鍛錬の一般公開（両日10:30～、13:30～、15:00～）
- 刀剣研磨外装技術の一般公開（両日11:00～、14:00～、15:30～）
- 刀剣展（両日9:00～16:00）
- 現代新作刀剣展（両日9:00～16:00）

など

## 沿革
- 1966年（昭和41年）11月8日 - 例年行われていた刀祖祭が、刃物を中心とする金属工業事業所関係者が参加し善光寺山公園で行われた。
- 1967年（昭和42年） - 金属工業事業所従業員連合慰安会として、立蔵寺本堂を会場に優秀刃物金属雑貨選奨展示会が行われた。
- 1968年（昭和43年）7月 - 関市長福岡博由の提案により、関刃物まつり協賛会が発足。刀祖祭で行ってきた刀剣展・古式日本刀鍛錬公開・優秀刃物金属雑貨選奨展示会が刃物まつりの行事に組込まれる。
- 1968年（昭和43年）10月12～13日 - 第1回刃物まつりが関市刃物まつり協賛会・関市・関商工会議所の主催により開催。
- 1969年（昭和44年） - 刀剣展と優秀刃物金属雑貨選奨展示会を岐阜県刃物会館を会場とし開始。
- 1971年（昭和46年） - 古式日本刀鍛錬の公開が春日神社境内に変更。
- 1976年（昭和51年） - 古式日本刀鍛錬の公開が旧日本刀鍛錬塾跡地の鍛錬場に変更。関伝日本刀鍛錬技術保存会による古式日本刀鍛錬の一般公開が、奇数月の第1土曜日に開催されるようになる。
- 1977年（昭和52年） - 第10回から刃物まつりの奉告祭が、前日の土曜日に春日神社で行われるようになり、廉売市会場が新長谷寺参道・西日書町通り・片倉町の片倉製糸株式会社跡地・津保川稲口橋下流左岸に変更。本町通り1丁目から7丁目に定着した。
- 1977年（昭和52年）1月 - 刀剣研磨外装技術などの一般公開も行われるようになる。
- 1983年（昭和58年） - 関市文化会館を会場として古式日本刀鍛錬の公開が行われる。
- 1984年（昭和59年） - 鍛錬塾跡地に関市産業振興センター（現在の関鍛冶伝承館）が開館。センター内の日本刀鍛錬場で古式日本刀鍛錬が行われるようになる。刀剣展の会場もセンターに変更。
- 1986年（昭和61年） - 優秀刃物金属雑貨選奨展示会にSEKI刃物技術デザイン展追加。
- 1989年（平成元年） - 関市産業振興センター敷地内の刃物塚で使えなくなった刃物を供養する刃物供養祭が行われるようになる。
- 1992年（平成4年） - 優秀刃物金属雑貨選奨展示会を関優秀刃物展と改称。
- 1995年（平成7年） - 優秀刃物金属雑貨選奨展示会に全国主要産地刃物展を追加。